# Gohren (Kressbronn am Bodensee)
Gohren ist der westlichste Ortsteil der Gemeinde Kressbronn am Bodensee im baden-württembergischen Bodenseekreis in Deutschland.

## Lage
Gohren liegt rund zweieinhalb Kilometer westlich der Ortsmitte von Kressbronn am Bodensee an der Argen, die hier die Grenze zur Nachbargemeinde Langenargen bildet. Im Norden liegt der Ortsteil Kochermühle, östlich Reute, südöstlich Tunau, und im Süden grenzt Gohren an den Ortsteil Schnaidt.

## Kabelhängebrücke
Neben der Straßenbrücke der L 334 nach Langenargen führt die zwischen 1896 und 1897 unter dem württembergischen König Wilhelm II. errichtete Kabelhängebrücke über die Argen. Sie ist nach der Tiergartenbrücke in Berlin die zweitälteste Hängebrücke Deutschlands. Seit dem 25. Mai 1982 ist die Hängebrücke durch die höhere Denkmalschutzbehörde als Kulturdenkmal von besonderer Bedeutung in das Denkmalbuch eingetragen.
Den beiden Gemeinden Langenargen und Kressbronn am Bodensee dient die Brücke heute als touristisches Ziel der Verkehrsgeschichte. Ansonsten darf die Brücke nur noch von Fußgängern und Radfahrern genutzt werden.
- → Hauptartikel: Hängebrücke über die Argen

## Wirtschaft und Infrastruktur

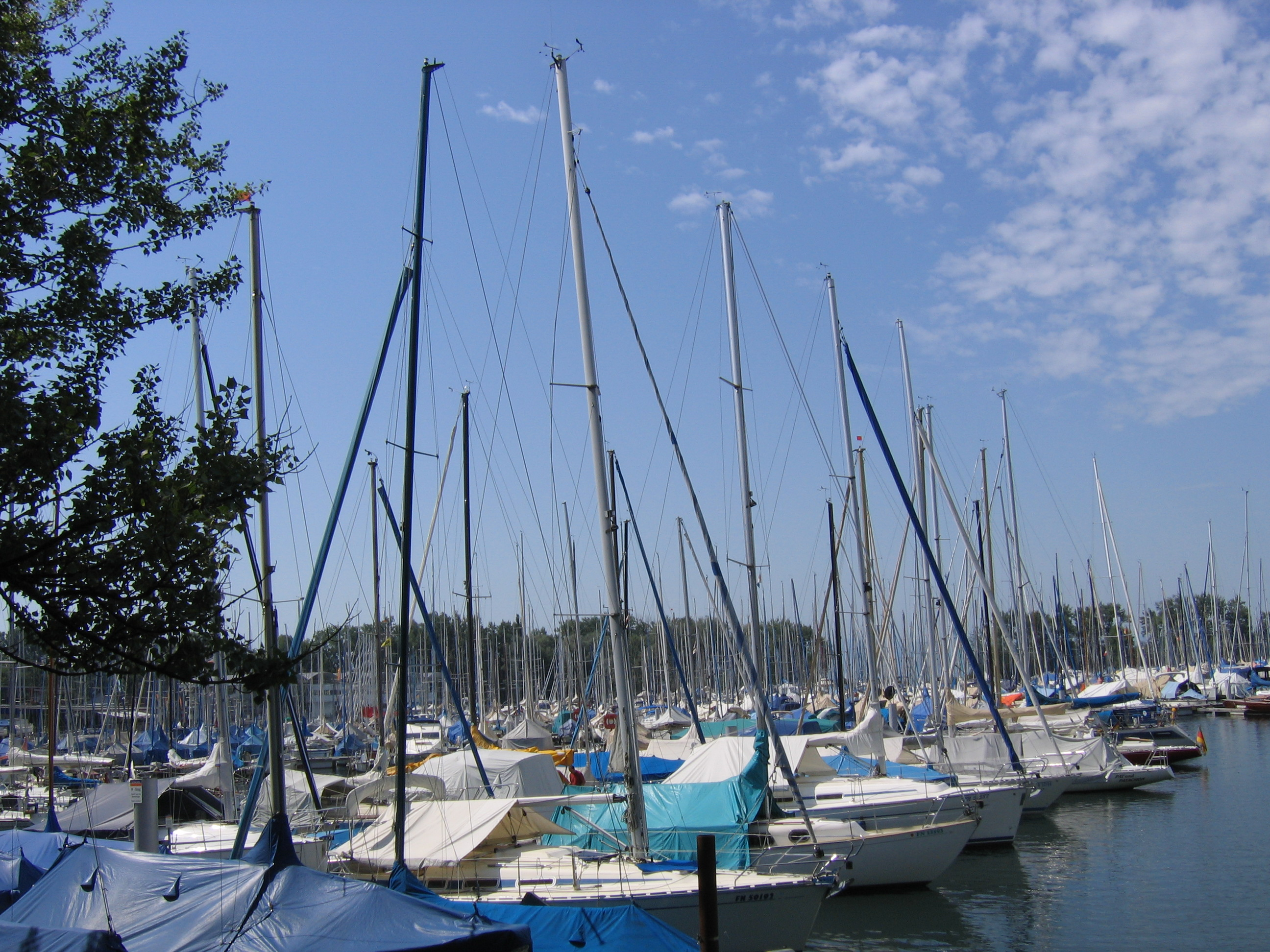
Yachthafen im „Baggerloch“

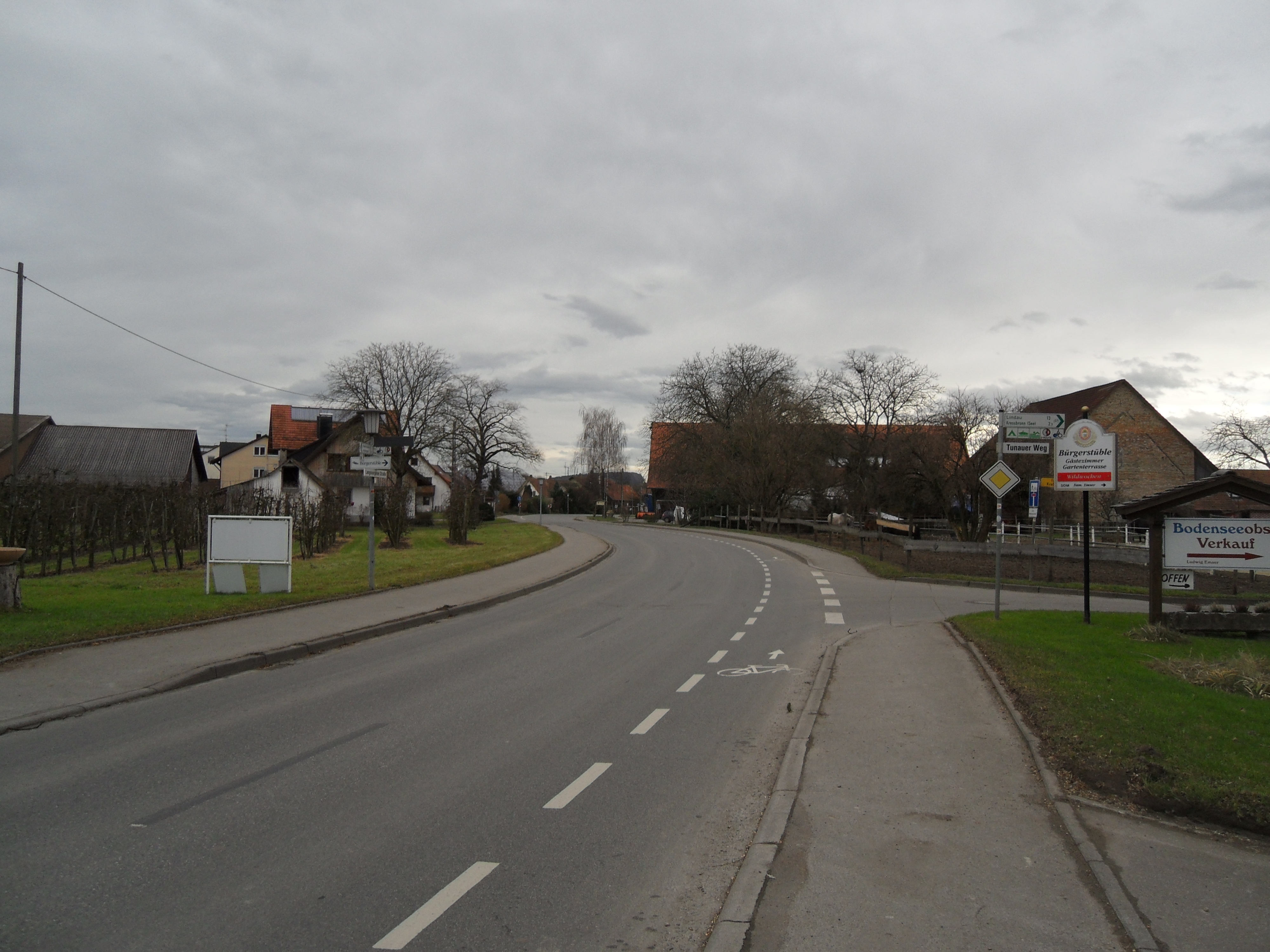
L334 durch Gohren Richtung Kressbronn am Bodensee

### Yachthafen
In der Nähe des Kressbronner Ortsteiles Gohren, im sogenannten „Baggerloch“, befindet sich der mit knapp 1.500 Liegeplätzen größte Yachthafen am Bodensee, zugleich der zweitgrößte Yachthafen Deutschlands: ULTRAMARIN – Die Meichle & Mohr Marina.

### Campingpark

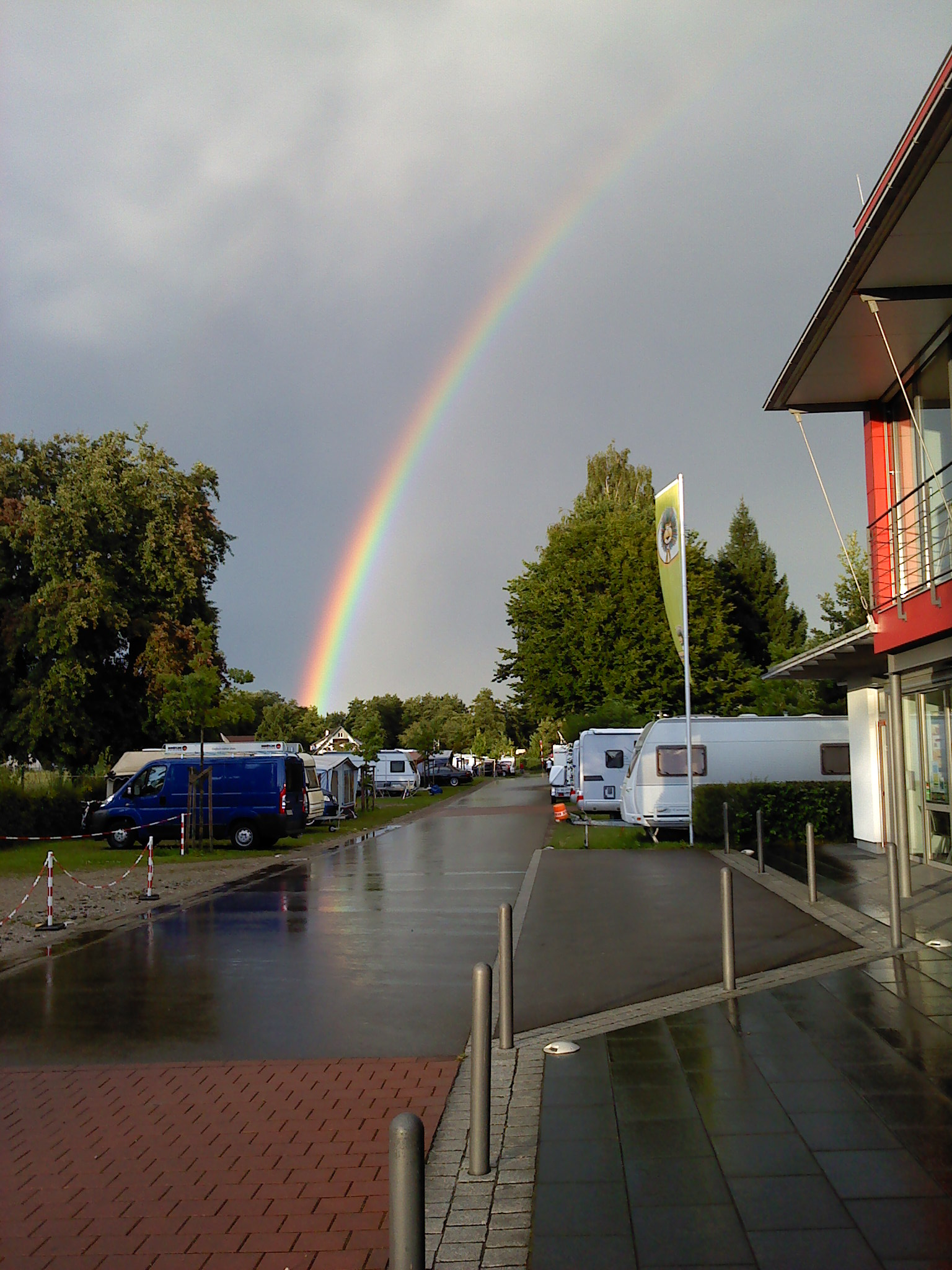
Blick von der Anmeldung in den Campingpark

Östlich des Yachthafens erstreckt sich bis Schnaidt einer der ältesten und größten Campingplätze Deutschlands. Der 4-Sterne-klassifizierte Campingpark Gohren mit seinem vielfältigen Baumbestand und weitläufigen Naturstrand bietet auf 31 Hektar rund 1.900 Stellplätze für Urlauber und Langzeitgäste.

### Verkehr
Die Landesstraße 334 (Langenargener Straße) verbindet Gohren mit Kressbronn am Bodensee und mit Langenargen.
- → Hauptartikel: Liste der Straßen in Kressbronn am Bodensee

Gohren ist über die Linien 225 (Tettnang-Kressbronn-Langenargen-Tettnang), 7587 (Friedrichshafen-Langenargen-Kressbronn) und 7587.1 (Berufsbus Kressbronn-Langenargen-MTU Friedrichshafen-EADS/Immenstaad) des Bodensee-Oberschwaben Verkehrsverbunds (bodo) in das öffentliche Nahverkehrsnetz eingebunden.
An der Bahnstrecke Friedrichshafen–Lindau befindet sich die markante Argenbrücke.